# Панталиха
Пантали́ха — село в Україні, у Золотниківській сільській громаді Тернопільського району Тернопільської області. До вересня 2015 року адміністративно підпорядковане Соколівській сільській раді. Від вересня 2015 року увійшло до складу Золотниківської сільської громади.
Поштове відділення — Соколівське. Населення становить 68 осіб (2007).

## Історія
Село відоме від 1683 року. Назву Панталиха поселення отримало від місця розташування — в Панталиському степу, що розкинувсь в межиріччі Стрипи та Серету поміж автошляхами Тернопіль–Козова та Чортків–Бучач. До XVII століття степ був незаселений і тут переховувалися розбійники — «панталахи», тататари й інші. За дещо модифікованою версією, назва походить безпосередньо від слова “панталаха”, що означає розбійник, гунцвот, обірванець. Назви піль: Могилки, Сокільники.
7 вересня 1915 року в селі загинули десятник Леґіону УСС Федь Демків, стрільці Іван Іллюк і Василь Славійчук; цього ж дня поранені: Михайло Зубюк, Фома Ґондуряк, Микола Корольчук, Андрій Леськів, Федь Сумарук і Микола Тимчишин.
1 серпня 1934 року внаслідок адміністративної реформи село включено до новоствореної у Теребовлянському повіті об'єднаної сільської гміни Дарахів.
12 червня 2020 року, відповідно до розпорядження Кабінету Міністрів України № 724-р «Про визначення адміністративних центрів та затвердження територій територіальних громад Тернопільської області» увійшло до складу Золотниківської сільської громади.
19 липня 2020 року, в результаті адміністративно-територіальної реформи та ліквідації Теребовлянського району, село увійшло до складу Тернопільського району.

## Населення

### Мова
Розподіл населення за рідною мовою за даними перепису 2001 року:
| Мова       | Кількість | Відсоток |
| ---------- | --------- | -------- |
| українська | 65        | 100%     |

## Поширені прізвища
Винницький, Жабський, Корчинський, Мочульський, Островський, Скибинський, Уруський.

## Пам'ятки
Встановлено пам'ятний знак воякам УПА (2001).

## Галерея

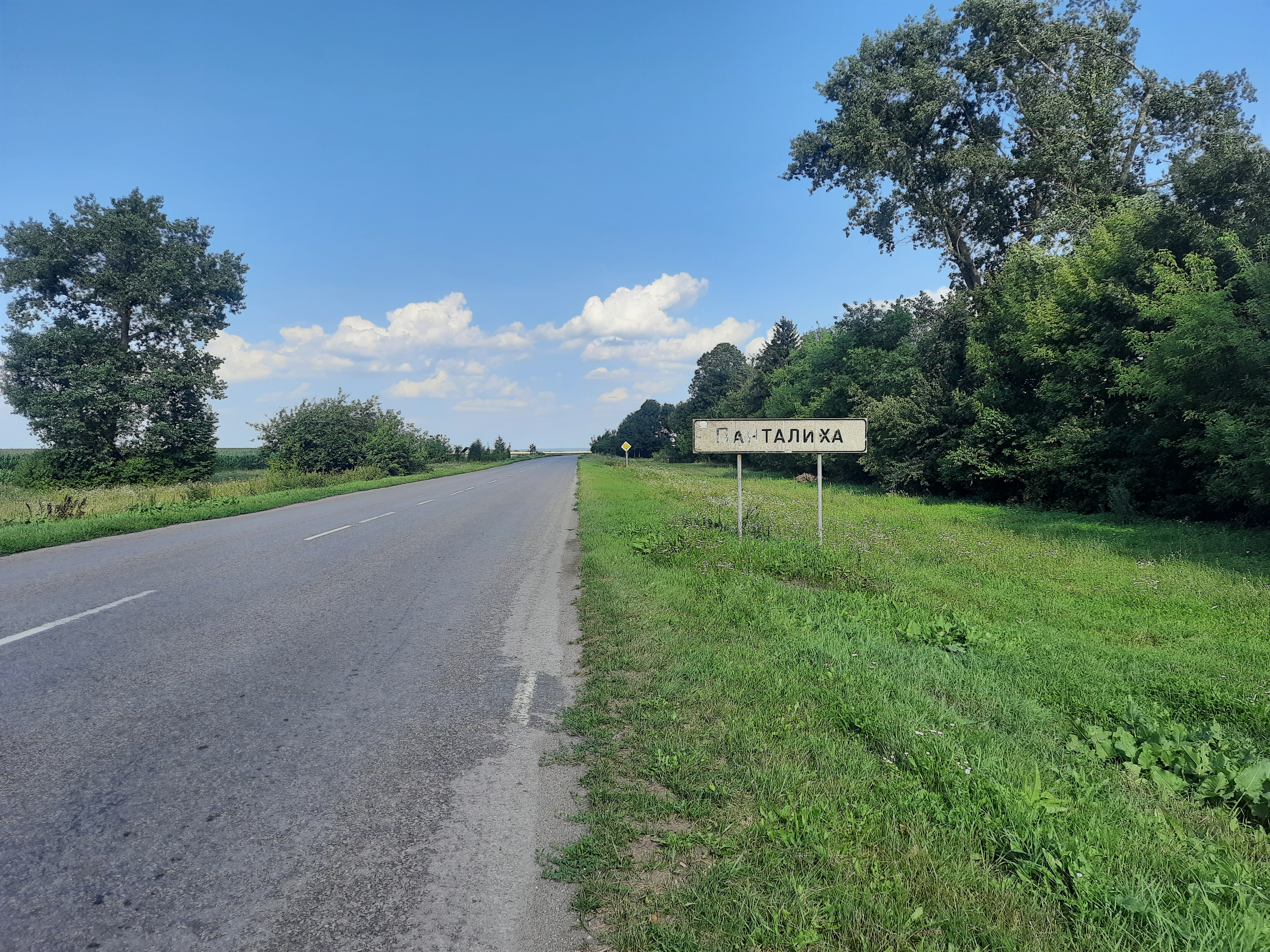
Дорожній знак при в'їзді в село
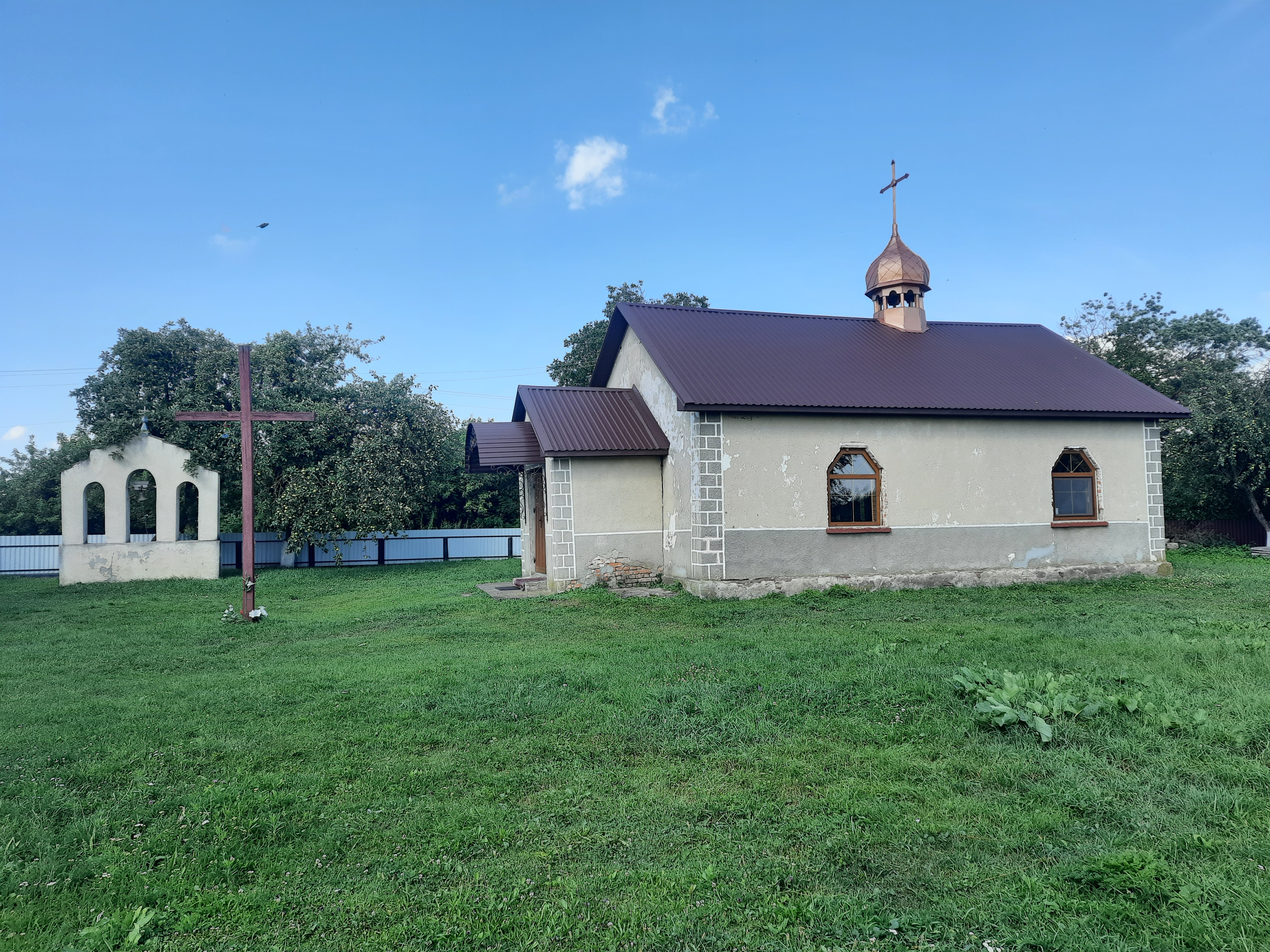
Церква Святої Великомучениці Параскеви
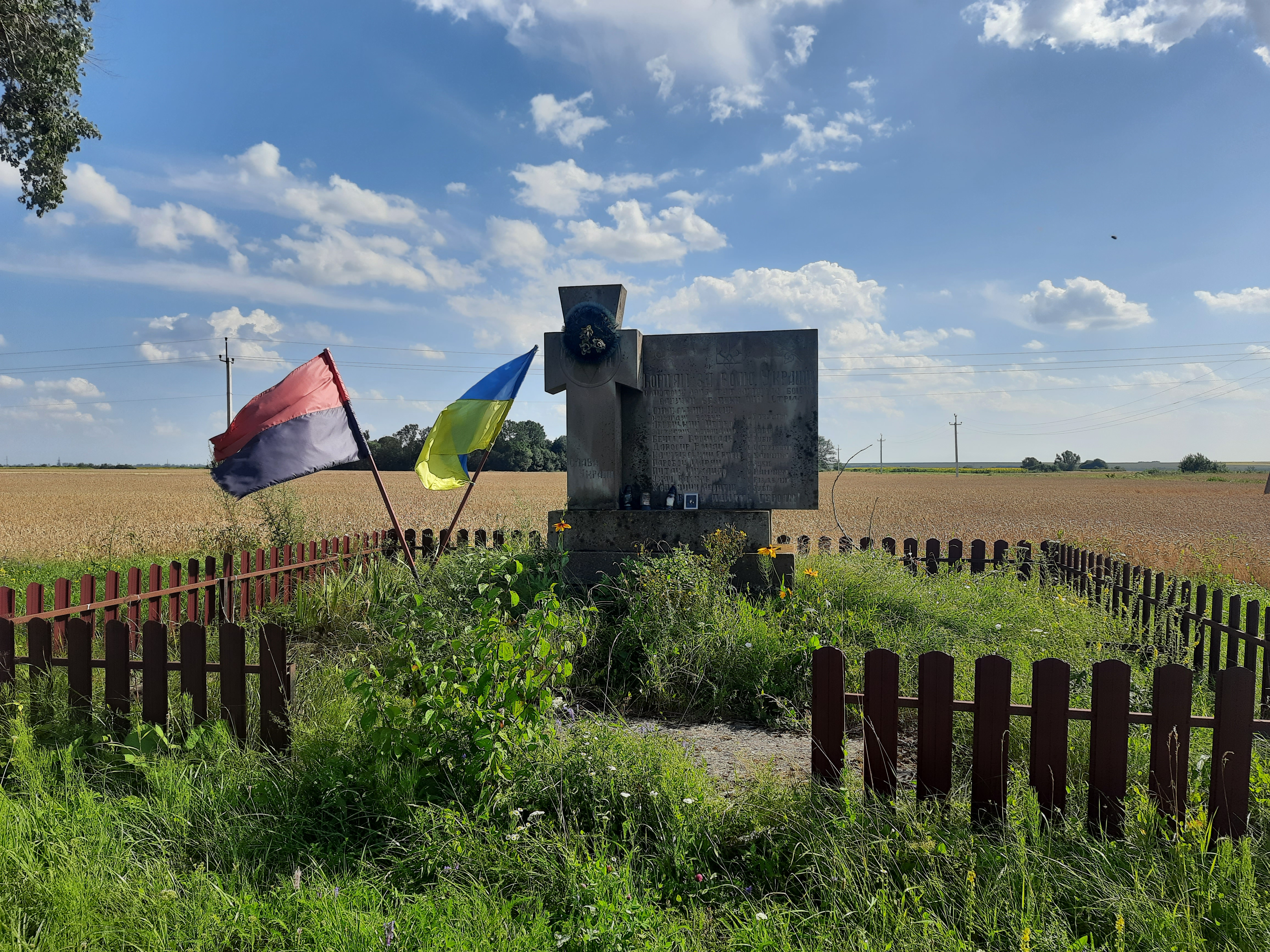
Пам’ятний знак воякам УПА біля села
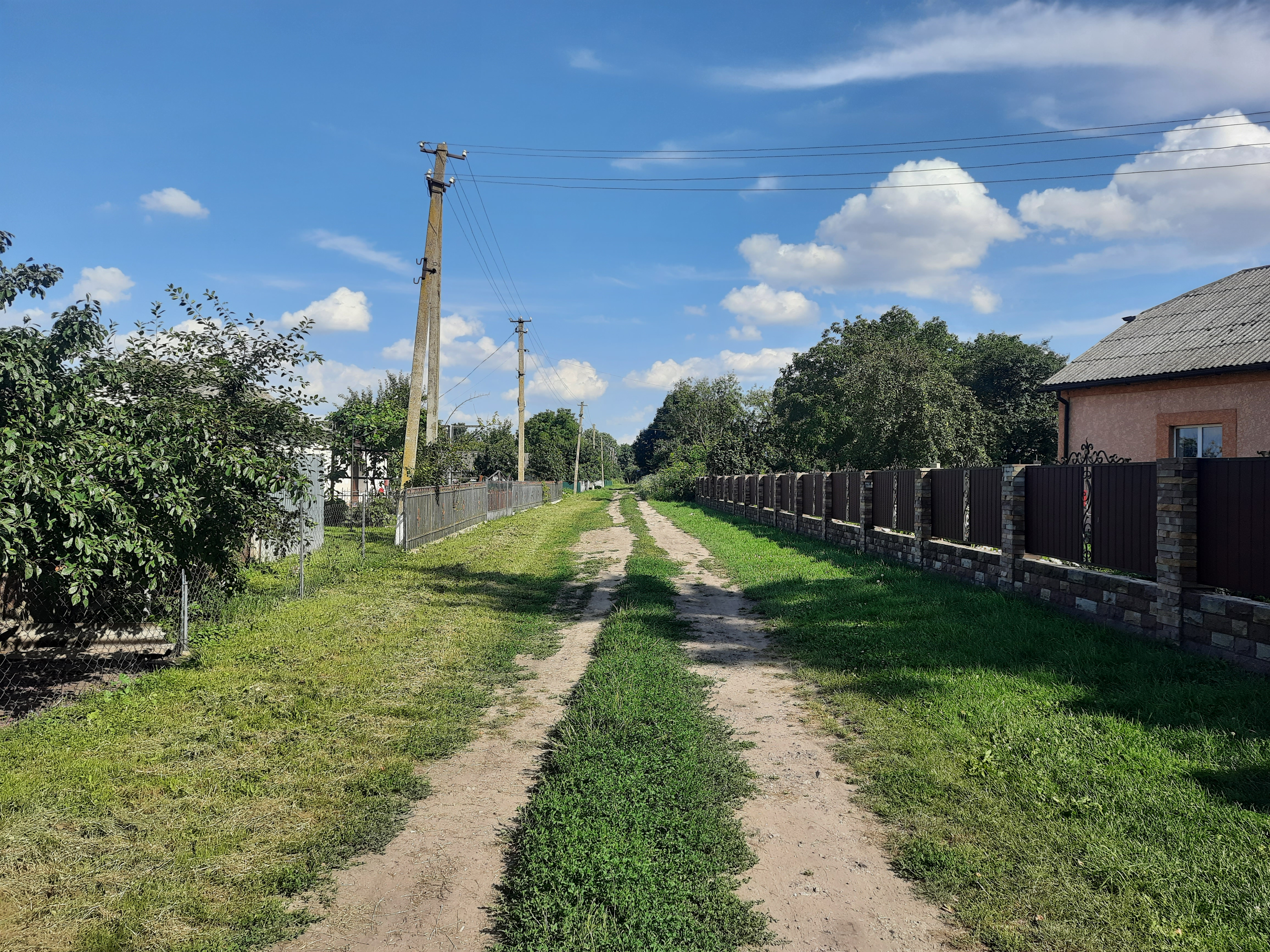
Сільська вулиця
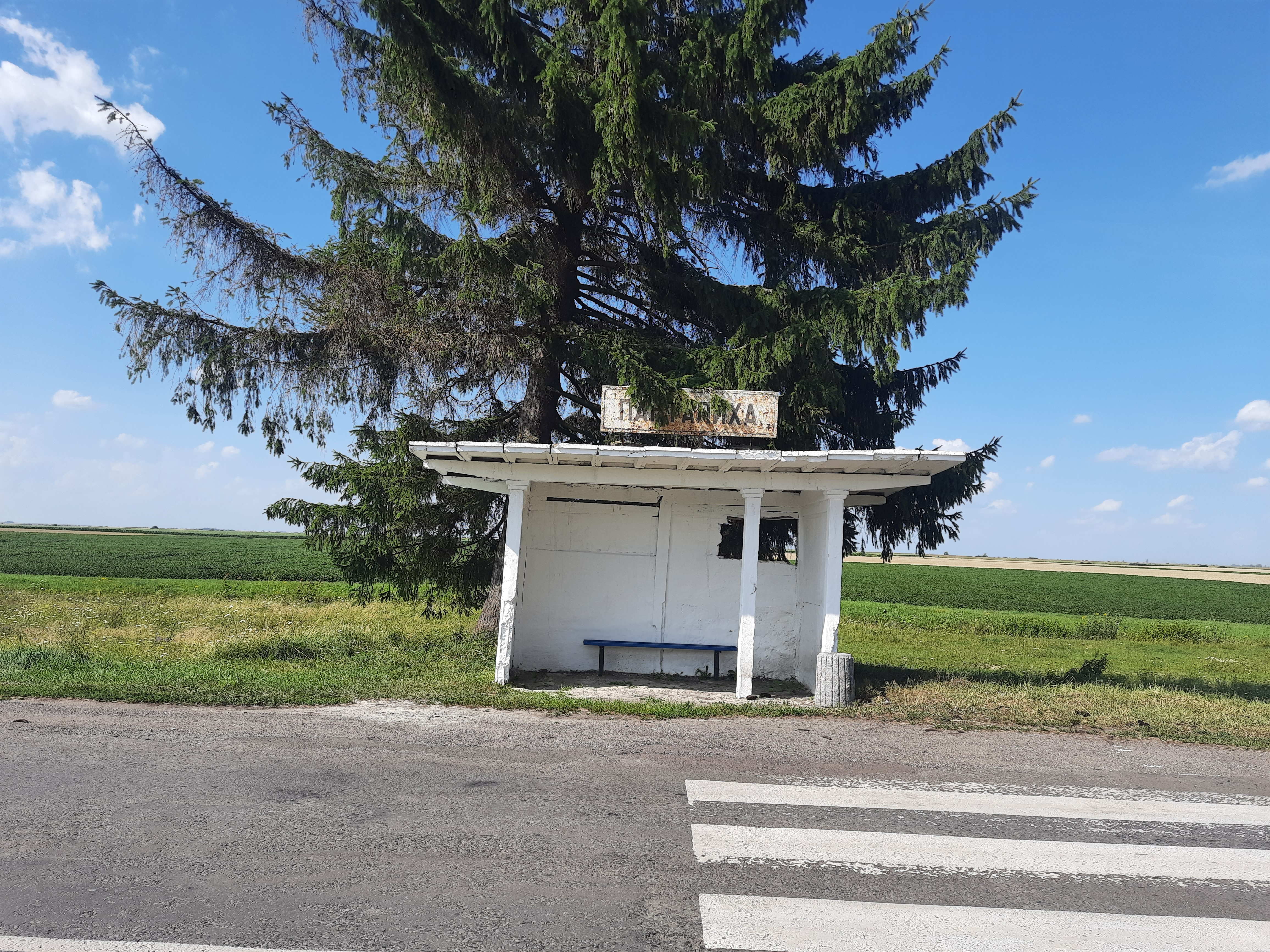
Автобусна зупинка